# 宗瑋
宗 瑋（そう い、生没年不詳）は、中国三国時代の蜀漢の太中大夫。
章武2年（222年）、呉の孫権は蜀漢を相手に夷陵の戦いで勝利を収めたが、その後も劉備が白帝城に留まっていると聞き、これを恐れて和睦を要請した。劉備はこれを承諾し、宗瑋が使者として派遣された。